# Nucleic Acids Research
Nucleic Acids Research è una rivista accademica open access che si occupa di biochimica e biologia molecolare degli acidi nucleici.
Nella propria home page riporta un impact factor pari a 14.9 (2022).